# Annabel Schasching
Annabel Schasching (26 luglio 2002) è una calciatrice austriaca, centrocampista del Friburgo e della nazionale austriaca.

## Carriera

### Club
Schasching ha iniziato la sua carriera di club nel 2009 con l'Union St. Aegidi a Sankt Aegidi in Alta Austria. Si è allenata al Landesausbildungszentrum (LAZ) di Ried im Innkreis e nell'autunno 2016 è stata accettata in quello che all'epoca era il Nationale Zentrum für Frauenfußball, il Centro nazionale di calcio femminile gestito dalla Federcalcio austriaca (ÖFB) con sede a Sankt Pölten.
Dal gennaio 2018 ha giocato per il St. Pölten.
Nel luglio 2020 si è trasferita allo Sturm Graz, con i quali firma un contratto che la lega al club di Graz fino all'estate del 2022, e dove si ritaglia velocemente una posizione da leader e, pur ancora giovanissima, è promossa capitano nell'estate del 2021. La sua seconda stagione con la maglia delle Blackies viene anche coronata dal personale successo nella nomina a Spielerin der Saison (giocatrice della stagione), elezione organizzata per la seconda volta dalla ÖFB e condotta tra gli allenatori e i tifosi della Planet Pure Frauen-Bundesliga, dopo che Lisa Kolb aveva vinto l'anno precedente. Con 15 reti realizzate si è aggiudicata anche il titolo di capocannoniere della stagione.

### Nazionale
Dopo aver militato nelle nazionali giovanili nelle fasce d'età Under-16, Under-17 e Under-19, il 19 marzo 2021, chiamata dal commissario tecnico Irene Fuhrmann, arriva la sua prima convocazione con la nazionale maggiore. Benché il suo debutto fosse previsto per l'amichevole con la Finlandia dell'11 aprile 2021, in quell'occasione diverse giocatrici dello Sturm Graz sono risultate positive al test COVID-19 non potendo, di conseguenza, essere impiegate nell'incontro. Per poter scendere in campo per la prima volta con la maglia della sua nazionale deve attendere il 30 novembre di quello stesso anno, dove Fuhrmann la impiega da titolare, fino alla sua sostituzione al 81', nella netta vittoria per 8-0 sul Lussemburgo, incontro valido per le qualificazioni, nel gruppo D della zona UEFA, al Mondiale di Australia e Nuova Zelanda 2023.
Il 22 giugno 2022, alla sua terza presenza, ha segnato il suo primo gol in nazionale nella vittoria per 4-0 in un test match di preparazione all'Europeo di Inghilterra 2022 con il Montenegro a Südstadt, Maria Enzersdorf.
Pur non essendo stata inizialmente inserita nella lista delle 23 giocatrici in rosa con la nazionale per Inghilterra 2022 annunciata il 27 giugno 2022, il 4 luglio 2022, data l'indisponibilità di Maria Plattner, infortunata, Schasching ne rileva il posto prima dell'inizio del torneo.

## Palmarès

### Club
- Campionato austriaco: 1

St. Pölten: 2018-2019
- Coppa d'Austria: 1

St. Pölten: 2018-2019

### Individuale
- Spielerin der Saison: 1

2021-2022
- Capocannoniere della ÖFB Frauen Bundesliga: 1

2021-2022 (15 reti)